# باباغو (اليونان)
باباغوس (Παπάγος) هي مدينة في إقليم أتيكا في اليونان.